# Euryopis multipunctata
Euryopis multipunctata là một loài nhện trong họ Theridiidae.
Loài này thuộc chi Euryopis. Euryopis multipunctata được Eugène Simon miêu tả năm 1895.